# Joseph Lee Smith
Joseph Lee Smith (New Britain, 1776 – 1846) è stato un avvocato e militare statunitense.
Ufficiale nell'United States Army e giurista è noto per essere il padre del generale della Confederazione degli Stati Uniti d'America Edmund Kirby Smith.

Nato in Connecticut, Smith esercitò la professione di avvocato fino alla guerra del 1812, quando fu coscritto con il grado di tenente colonnello nell'U.S. Army e prestò servizio militare con distinzione. Durante la Battaglia di Stoney Creek in Ontario, il 7 giugno 1813 Smith riuscì a salvare il suo venticinquesimo Fanteria dalla cattura.
Dopo la guerra, Smith rimase nell'esercito, ottenendo il titolo di colonnello nel 1818, quando fu posto al comando del terzo Fanteria. Dimessosi dall'U.S. Army, fece ritorno in Connecticut e ricominciò il suo mestiere di avvocato, ma nel 1821 si trasferì in Florida. Dal 1823 al 1832 ebbe la carica di giudice in quello stato. In seguito, esercitò la professione legale a St. Augustine. Visse con la sua famiglia nella Segui House a St. Augustine. Dopo la sua morte, la casa ospitò per qualche tempo la St. Augustine Public Library. Oggi vi si trova la St. Augustine Historical Society Research Library.
Il suo primo figlio, Ephraim Kirby Smith, nacque in Connecticut nel 1807. Laureato alla United States Military Academy, morì in battaglia durante la guerra messico-statunitense nel 1847.
Il suo secondogenito, Edmund Kirby Smith, nacque in Florida nel 1824, si laureò alla United States Military Academy nel 1845 e combatté con suo fratello nella guerra messico-statunitense.